# 링크드 데이터

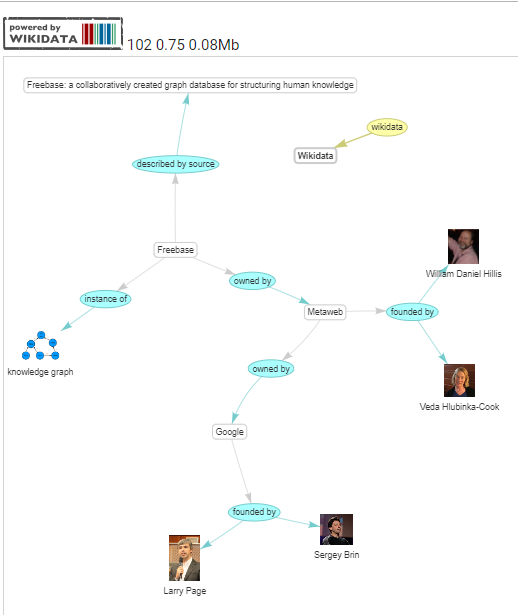

링크드 데이터(linked data)는 웹 상에 존재하는 데이터를 개별 URI(Uniform Resource Identifier)로 식별하고, 각 URI에 링크 정보를 부여함으로써 상호 연결된 웹을 지향하는 모형이다. 링크 기능이 강조된 시맨틱웹의 모형에 속한다고 볼 수 있으며 팀 버너스 리의 W3C를 중심으로 발전하고 있다.

## 구축원칙
링크드 데이터는 4가지 원칙을 만족하는 데이터 모형이다.
1. URI의 사용: 링크드 데이터는 웹문서의 위치를 나타내는 URL 중심의 식별체계를 지양한다. 즉, 개별 문서에 존재하는 개별 객체에 각각 URI를 부여하는 것이다.
2. HTTP URI의 사용: 링크드 데이터는 URI 중에서도 HTTP 프로토콜을 통해 접근할 수 있는 URI를 제안하고 있다. 이는 링크드 데이터에 대한 접근성을 강화하려는 목적이다.
3. RDF의 사용: 링크드 데이터는 RDF와 같이 트리플 모형으로 구조화된 데이터를 사용해야 한다. 웹의 데이터를 정형화된 구조로 나타내고, 연계하기 위해서이다.
4. 링크정보의 부여: 위의 세 가지 원칙을 지켰다고 해도, 풍부한 링크정보가 없다면 웹에 존재하는 데이터를 연결하기는 어려울 것이다. 기존의 시맨틱웹에서도 링크 정보를 부여할 수는 있었으나, 그 보다는 구조화된 표현(3번과 같이)을 주로 강조했었다. 링크드 데이터에서는 보다 발전된 시맨틱웹을 위해 링크정보를 부여하는 것이 매우 중요하다.

## 같이 보기
- 전거 통제
- 하이퍼데이터
- 네트워크 모델
- 공공 데이터
- 웹 온톨로지 언어